# يوناس راب

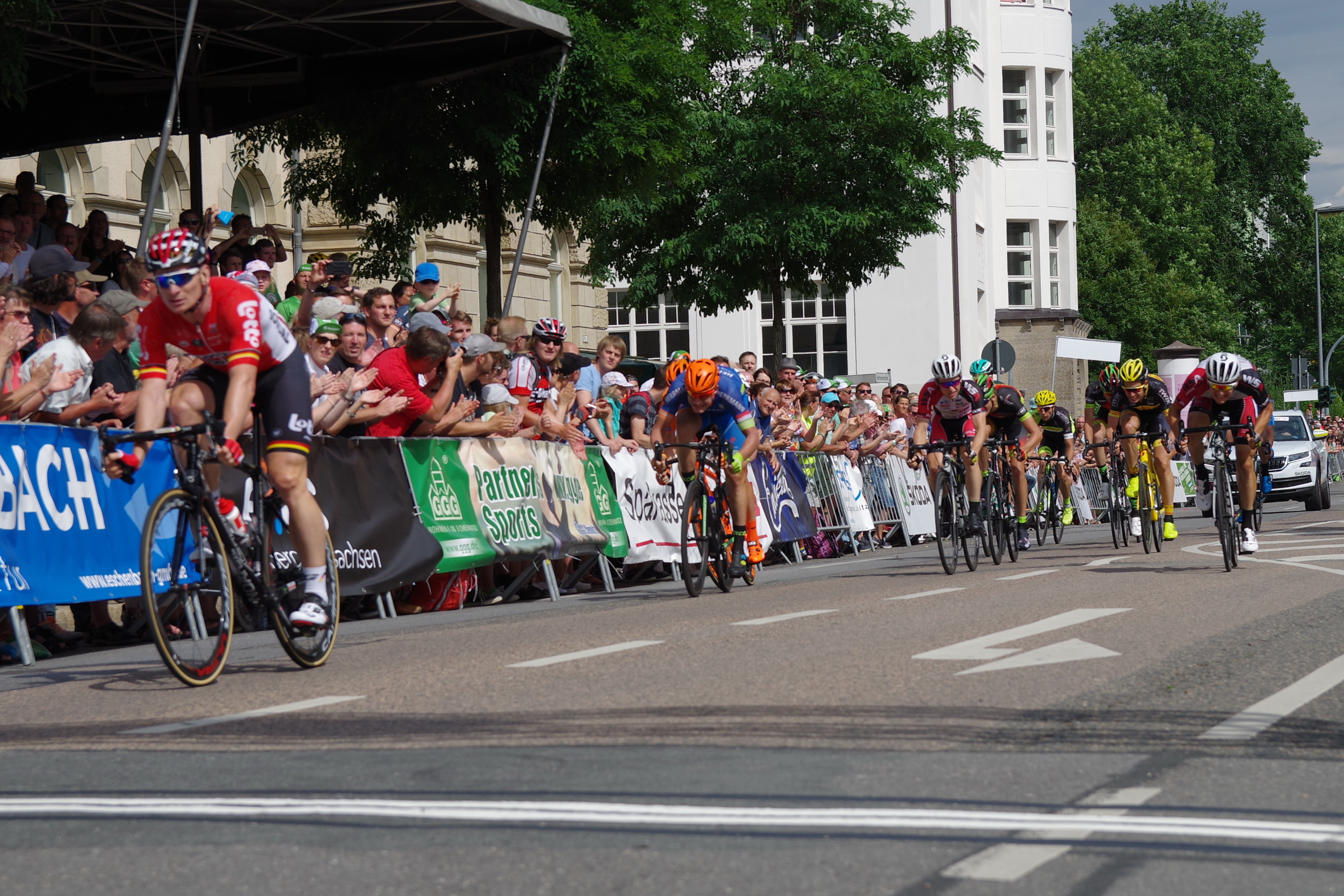
بطولة الدراجات 2017 للرجال - خط النهاية 16، ويظهر راب فيها

يوناس راب (بالألمانية: Jonas Rapp)‏ هو دراج ألماني، ولد في 16 يوليو 1994 في روكنهاوزن في ألمانيا.

## وصلات خارجية
- يوناس راب على موقع الاتحاد الدولي للدراجات (الإنجليزية)
- يوناس راب على موقع أرشيف الدراجات (الإنجليزية)
- يوناس راب على موقع إحصائيات الدراجات الإحترافية (الإنجليزية)
- يوناس راب على موقع نسبة الدراجات (الإنجليزية)